# Zafuleptina
Zafuleptina (Thymeon) es un antidepresivo desarrollado a mediados de la década de 1970 que, a pesar de que parece que tiene una marca asignada, nunca fue comercializado.